# 双曲面構造

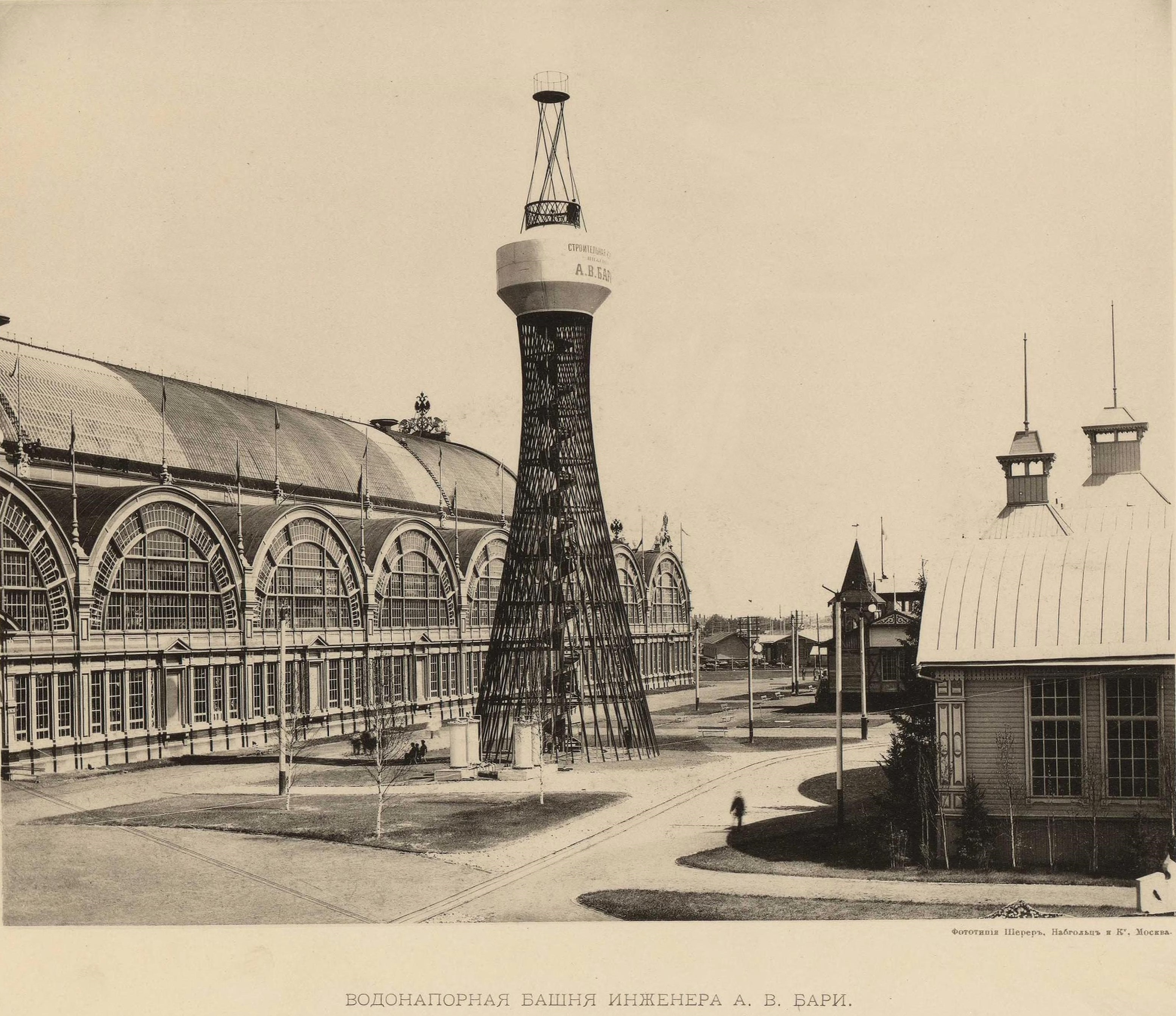
1896年のニジニ・ノヴゴロドにおける全ロシア産業工芸博覧会で設置された、世界初の双曲面格子構造であるウラジーミル・シューホフ設計による37メートルの給水塔。

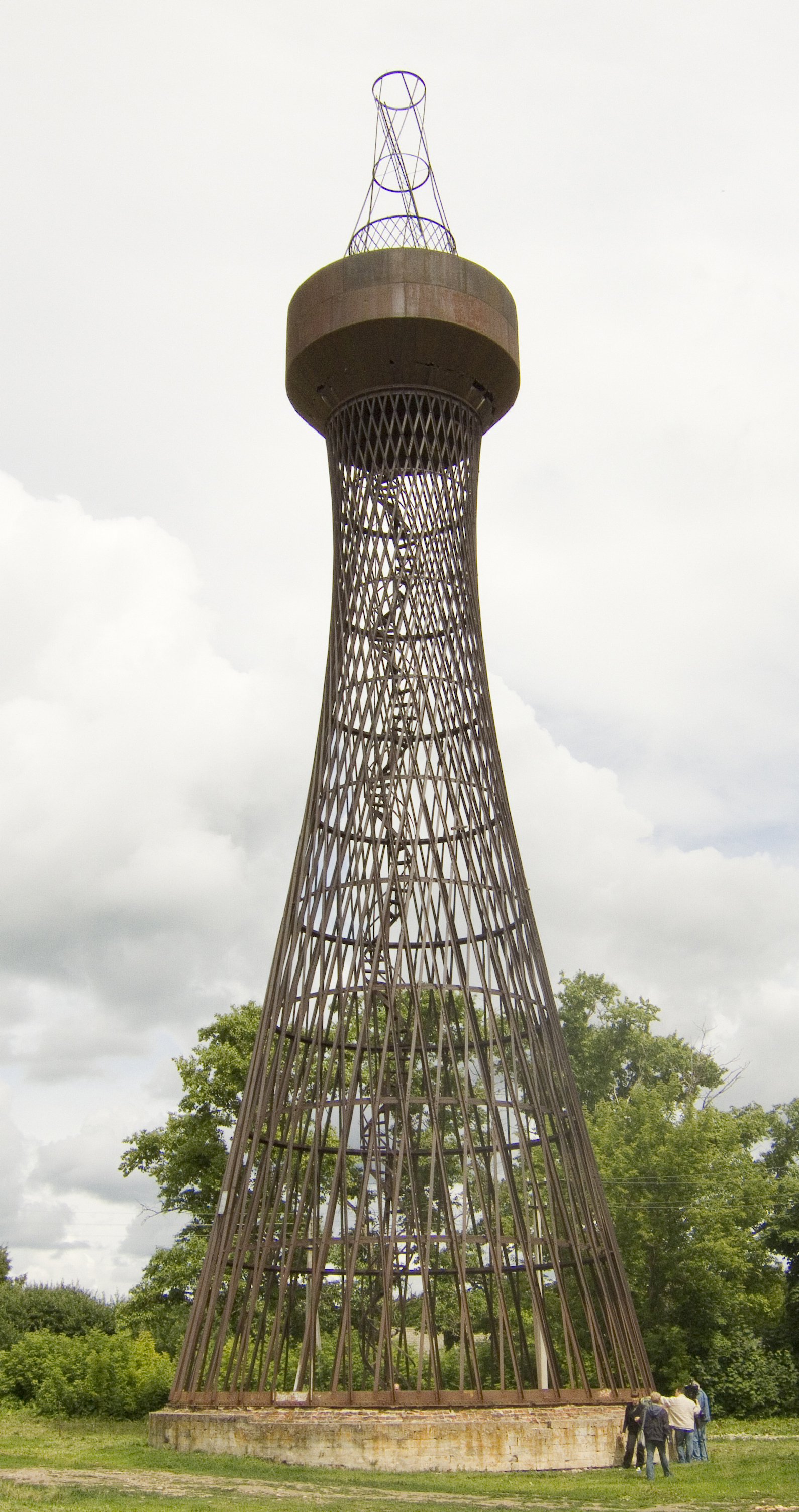
ポリビノに移設され、現存する全ロシア産業工芸博覧会の給水塔。2009年撮影。

双曲面構造（そうきょくめんこうぞう、英語: hyperboloid structures）は、双曲面（狭義には一葉回転双曲面）で構成された建築構造物である。しばしばタワー状の高さのある構造物となり、双曲面状の構造の強靭さが、高い位置で相当の重量を支える助けとなるが、建設を経済的に行なえるという利点だけでなく、装飾的な意図から採用されることも多い。最初に双曲面構造を建築物に用いたのは、ロシアの技術者ウラジーミル・シューホフ（1853年 - 1939年）であった。シューホフが設計した世界最初の双曲面構造タワーは、全ロシア産業工芸博覧会（汎ロシア博覧会）の会場に設置された後、ロシア連邦リペツク州ポリビノ (Полибино) に移設されて現存している。
面上の任意の点を含む直線が2本ある二重線織面は、直線状の梁を格子状に組むことでこれを構築することが可能である。こうして構築される構造には次の2種類があり、広義には後者も双曲面構造に含む。
- 一葉双曲面を成すもの：冷却塔など
- 双曲放物面を成すもの：サドル屋根（英語版）など

## 双曲面構造の利点
双曲面構造においては、ガウス曲率が負となり、曲線は立体の（外側ではなく）内側に曲がるか、直線となる。二重線織面であるため、直線状の梁を格子状に組むことでこれを構築することが可能であり、建築は容易であり、他の条件が同じであれば、曲線状の梁で構築される線織面ではない曲面に比べ、強靭になる。
双曲面構造は、通常の「まっすぐな」建物に比べ、外部からの負荷に対して安定性に優れているが、その形状から使用されない空間が多くなり、空間効率が悪いため、特定の目的に特化した建築物で用いられることが多い。大きな重量を支える必要がある給水塔や、冷却塔、美的な建築物にも用いられるが、その横断面は双曲面構造を取り込んだ橋梁に見出されることがはるかに多い。
冷却塔は双曲面構造をとることが多い。タワーの底部が広い構造は、沸騰して流れ込む水蒸気がより広い表面に接するようになっている。水が沸騰し、蒸気が上昇すると、塔が途中で窄むことによって層流が加速され、塔の上部で再び広がったところにおいて、暖められた空気と大気が混じり合う乱流が生じやすくなる。

## シューホフの作品

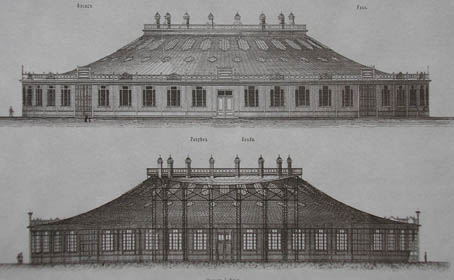
1896年の全ロシア産業工芸博覧会のロシア・パビリオンの設計図。

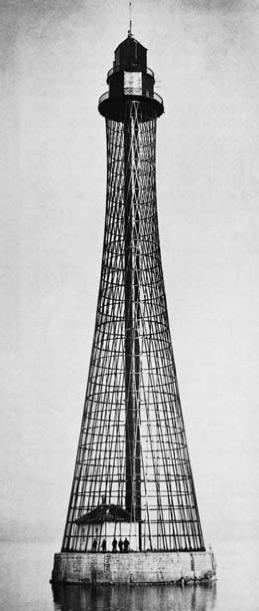
双曲面格子構造によりシューホフが設計したアジゴル灯台。ウクライナ、ヘルソン近郊。1911年建設。

シューホフは、1880年代から、建設に使用する材料、時間、労働を最少量にする屋根の設計に取り組んでいた。シューホフの計算は、おそらくは数学者パフヌティ・チェビシェフによる代数方程式の近似解法の業績に由来するものであろう。効率的な屋根の構造を数学的に追究したシューホフがたどり着いたのは、構造的にも、空間的にも革新的な新しいシステムの創案であった。数学者ニコライ・ロバチェフスキーは、シェーホフが編み出した構造を数学的理解を踏まえて「双曲線」と名付け、シューホフは新たな構造、建設システムに繋がる一連の方程式を派生させ、回転双曲面、放物面の数学的裏付けとして知られるようになった。
1896年のニジニ・ノヴゴロドで開催された全ロシア産業工芸博覧会 (Всероссийская выставка в Нижнем Новгороде ) の展示パビリオンに用いられた鋼鉄製の格子シェルが、シューホフの新システムとしてはじめて公開された事例であった。このニジニ・ノヴゴロドの博覧会では楕円形のものと円形のもの、合わせて2棟のパビリオンが建設された。この2棟の屋根は二重線織面の格子シェルになっており、直線状の山形鋼と平鋼の格子だけで構成されていた。シューホフ自身は、「レースの塔」すなわち「格子塔」を意味する「Ажурная Башня」とこうした構造物を呼んでいた。1895年にシューホフが出願した特許は、1899年に承認された。
シューホフは次に、この効率的で容易に建設できる格子シェルのシステムを、重量物を最上部に載せるタワーへの応用、すなわち給水塔の課題に注力した。その解答のヒントは、編み上げられた籠の上に重量物を載せたときの動きを観察しているうちに見つかった。ここでも、二重線織面を成す直線状の山形鋼と平鋼が織りなす比較的軽量な構造が採用された。その後20年間にわたって、シューホフはこの種の鉄塔を200近く建設したが、その中には全く同じものはなく、そのほとんどは12メートルから68メートルの高さがあった。

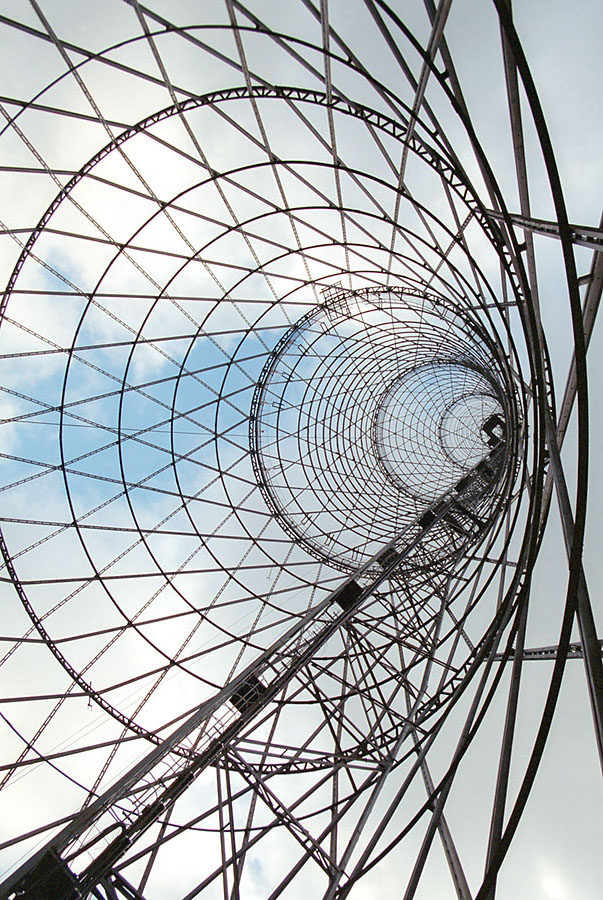
モスクワにあるシューホフ・タワーの格子シェル。

シューホフは、遅くとも1911年には、双曲面の構造複数を積み上げて塔を構成するという構想に取り組み始めていた。積み上げる段の数を増やせば、底部と頭頂部において形状を決する2つの円環の中間のくびれが目立たない形で、塔の頭頂部により大きな重量を載せられる。段数を増やしていくことで、全体の形は頭頂部がより小さい、ほとんど円錐に近い形になっていった。
1918年、シューホフは、モスクワのラジオ送信塔を、9段の双曲面構造を積み上げて建設する構想を展開させた。シューホフは、エッフェル塔の4分の1より少ない鋼材で、高さはエッフェル塔を50メートル凌ぐ、高さ350メートルの塔を設計した。シューホフの設計に必要とされた双曲面構造の分析計算や、部材の大きさなどの計算などは、1919年2月までにすべて完了した。しかし、この350メートルの塔の建設に必要とされた2200トンの鋼材は、調達が不可能だった。1919年7月、レーニンは、塔の高さを150メートルに抑えるよう指示を出し、それに必要な鋼材は陸軍の軍需物資から回されることになった。この小さい規模での塔の建設は、6段の双曲面構造を積み上げる形で数ヶ月のうちに着工され、1922年3月にシューホフ塔として完成した。

## 他の建築家による作品

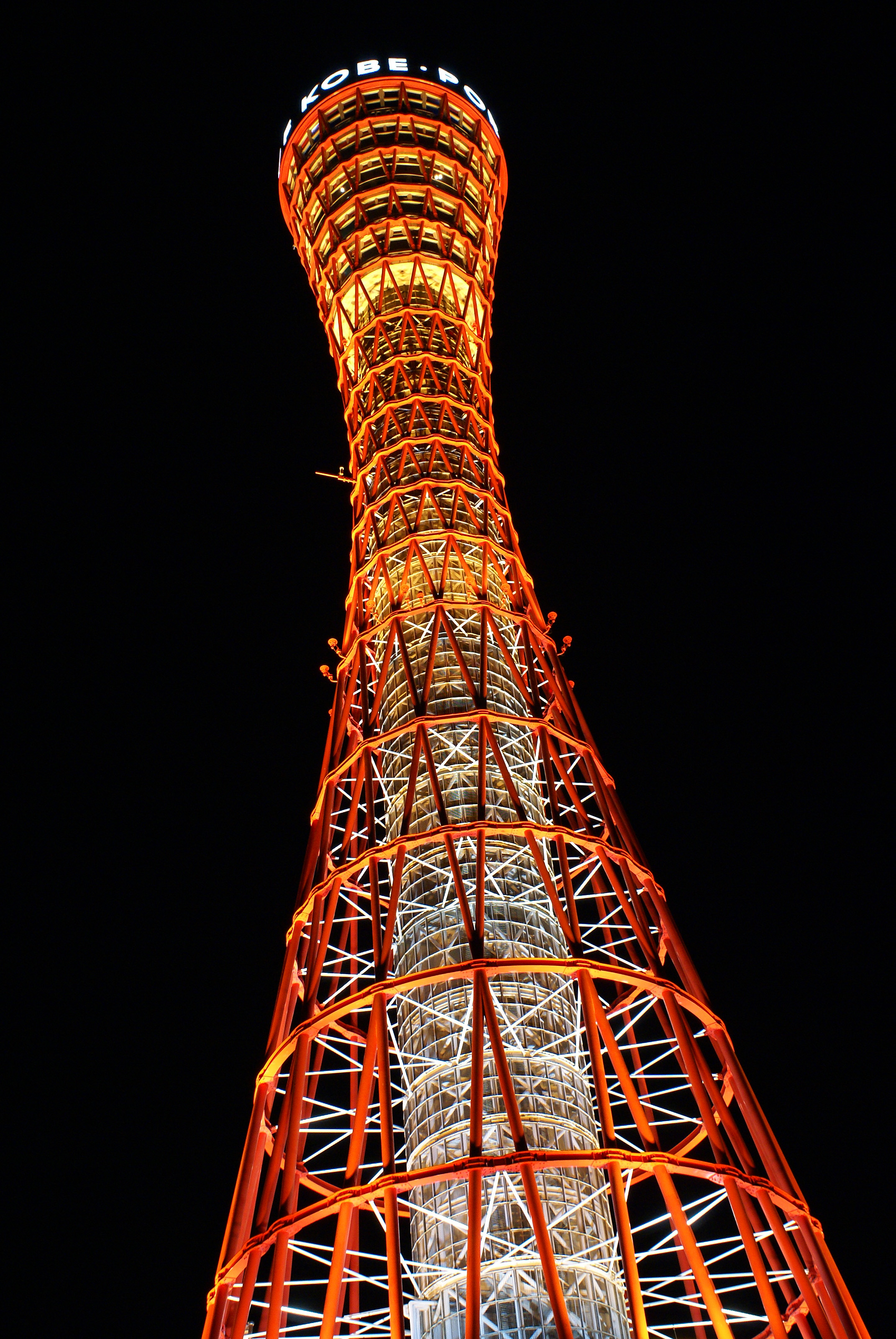
双曲面構造をとる神戸ポートタワー

アントニ・ガウディは、1880年から1895年にかけて、シューホフとほぼ同時期に、しかし全く別個に双曲面構造の実験を重ねていた。ガウディは、放物面や回転双曲面を、サグラダ・ファミリアの1910年の設計に盛り込んだ。サグラダ・ファミリアには、イエス・キリスト降誕を表現した東ファサードの各所に、ガウディが意図した線織面の設計と必ずしも一致はしていないが、双曲面が現れている部分がある。特に、ペリカンの場面には、人物がもつ籠の形状なども含め、多数の事例が見出される。イトスギを橋につなぐ支えは双曲面構造をとっている。司教のミトラ (司教冠)に見立てられる尖塔の頭頂部の飾りは双曲面構造になっている。
同じくガウディの作品であるグエル邸では、正面ファサードに沿って、建物内にひと組の支柱が立っているが、その柱頭部は双曲面になっている。有名な放物面状のヴォールト（穹窿）の頂部の迫頭（クラウン）も双曲面である。コロニア･グエル教会のヴォールトのひとつも双曲面である。グエル公園には、双曲面のユニークな柱が1本ある。
有名なスペインの技術者、建築家であったエドゥアルド・トロハ (Eduardo Torroja) は、モロッコのモハメディア（Mohammedia：旧称・フェダラ、Fédala）の給水塔をシェル構造で、また、マドリードの競馬場サルスエラ (Hipódromo de la Zarzuela) の観客席の屋根を回転双曲面によって設計した。また、ル・コルビュジエやフェリックス・キャンデラも、双曲面構造を用いた。
双曲面構造の冷却塔は、1918年にフレデリック・ファン・イテルソン (Frederik van Iterson) とヘラード・クイパース (Gerard Kuypers) によって特許が取得されている。
アメリカ合衆国ジョージア州アトランタのジョージア・ドームは、双曲面テンセグリティ構造によって建設された最初のドームである。

## 双曲面構造の事例
- アジゴル灯台、スタニスラフ導灯前灯 - ウラジーミル・シューホフ、1911年
- 神戸ポートタワー - 日建設計、1963年
- シドニー・タワー - Donald Crone and Associates、1981年
- スコシアバンク・サドルドーム - Graham McCourt Architects、1983年 - サドル屋根の事例
- ジョージア・ドーム - Thompson, Ventulett, Stainback & Associates、1992年
- コーポレーション・ストリート・ブリッジ - Hodder + Partners、1999年 - 回転双曲面を横に倒して橋とした事例
- 広州塔 - 英国アラップ、広州設計院、2009年